# Торридж
Торридж (англ. Torridge) — неметрополитенский район (англ. non-metropolitan district) в графстве Девон, Англия. Районный совет находится в Бидефорде(англ.).
Другие города и села входящие в Торриджский район помимо Бидефорда: Холсуорти(англ.), Большой Торрингтон(англ.), Хартленд(англ.) и Уэстворд Хо!(англ.). К территории района также относится и остров Ланди. На юге Торриджа, близ Вэлкума(англ.), где проходит граница с графством Корнуолл, находится неприступная скалистая береговая линия сохранившая свою дикую нетронутую природу. По району проходит участок Юго-Западной береговой тропы(англ.).
Район был сформирован 1 апреля 1974 г. согласно Закону о местном управлении 1972 г.(англ.) слиянием ряда административных единиц: боро Бидефорд, боро Большой Торрингтон, г. о. Нортхэм(англ.), с. о. Бидефорд, с. о. Торрингтон и с. о. Холсуорти. Название происходит от названия реки Торридж(англ.).